# Бирман, Михаил Абрамович
Михаи́л Абра́мович Би́рман (10 октября 1919 — 13 октября 2020) — советский, российский и израильский историк, славист и балканист (преимущественно — болгаровед). Доктор исторических наук.

## Биография
Родился 10 октября 1919 г. в семье учителя в гор. Овруч Житомирской области (Украина). С 1920 г. семья проживал в Москве. В 1937 г. окончил 146 среднюю школу в Москве.
В 1937—1941 гг. — учился (и закончил) исторический факультет МГУ — прошел школу семинаров крупнейших историков — специалистов (по истории России) проф. С. В. Бахрушина и (по истории международных отношений нового и новейшего времени) проф. В. М. Хвостова. В семинаре В. М. Хвостова написал первую (студенческую) работу по теме: «Россия и образование Балканского союза 1912 г.» Участник Великой Отечественной войны; имеет боевые награды.
В 1944—1947 гг. — аспирантура института Мирового хозяйства и Мировой политики А. Н.; одновременно участвовал в «домашнем семинаре» аспирантов профессора-слависта В. И. Пичета (так называемом «пичетнике»). После аспирантуры — менее года работал редактором исторической редакции Госиноиздата; в 1948—1949 гг. — преподаватель кафедры истории южных и западных славян истфака МГУ (читал курс новой и новейшей истории Болгарии, спецкурсы о болгарском национальном возрождении, по истории рабочего и социального движения в Болгарии, руководил дипломниками).
В 1950 г. — 1991 гг. — свыше 40 лет — в штате института славяноведения АН. В эти годы защищены кандидатская («Революционный кризис в Болгарии в 1918—1919 гг.» — в 1952 г.) и докторская диссертации [«Формирование и развитие болгарского пролетариата как социально — политической силы (80е годы XIX в. — 1923 г.)» — 1980 г.].
В 1958—1964 гг. — ответственный секретарь редактор «Краткие сообщения института славяноведения».
В 1974—1975 гг. — специалист — стажер в институте истории Болгарской АН. В названный 40-летний период исследуется широкий круг проблем политической и социально — экономической истории Болгарии XVIII—XIX — начала ХХв.в.; политика России и Германии на Балканах в начале XX в.; воздействие Балканских войн 1912—1913 г.г. и Первой мировой войны на болгарский, сербский и иные южнославянские народы; общественные, научные и культурные связи России и Болгарии XIX—XX в.в. За труды по истории Болгарии награждён в 1971 г. болгарским орденом «Кирил и Методи» I степени.
В 1980-е годы — руководитель научной группы в институте славяноведения и балканистики А. Н. по подготовке и изданию (совместно с болгарскими историками) многотомной серии документов «Русия и българското национално — освободително движение. 1856—1876 г.г.» (всего издано — в Софии — в 1987—2002 гг. 4 книги).
В 1991 г. — после тяжелой операции — в 72 летнем возрасте вышел на пенсию. С 1992 г. — жил в Израиле. Научные занятия продолжались, однако центр их изменился. Исследовалась преимущественно жизнедеятельность российских ученых — историков (П. Н. Милюков; М. М. Карпович; С. И. Штейн) в период пребывания их в эмиграции. Публиковались так же в изданиях — России, Болгарии, Германии и США — обзоры трудов славистов России (Москвы, Воронежа и Твери), Болгарии и Македонии.
В последнее 20-летие в центре внимания М. А. Бирмана — жизнь и творчество выдающегося российско-болгарского ученого — гуманитария П. М. Бицилли. За период после ухода на пенсию опубликовано: книга о Балканах в годы I мировой войны (в соавторстве с балканистами Инслава, 2002 г.), монография о П. М. Бицилли (2006 г. — в составе большого и многопрофильного тома), сводная книга о Бицилли (2018 г.) и свыше 40 статей, обзоров и рецензий. Общее число изданных на разных языках в 1946—2018 г.г. работ М. А. Бирмана в России, Болгарии, Румынии, Германии, Израиле, США, Польше, Украине и др. — более 170 [в это число не вошли около 40 статей небольшого объёма, напечатанные в Советской исторической энциклопедии, Большой советской энциклопедии, Дипломатическом словаре и др. аналогичных изданиях].

## Труды М. А. Бирмана

### I. Книги
- Революционная ситуация в Болгарии в 1918—1919 гг. — М., 1957. — 390 с.
- Формирование и развитие болгарского пролетариата. 1878—1923. М., 1980. — 352 с.
  - То же в болгарском переводе — София, 1983. — 371 с.

П. М. Бицилли (1879—1953). Жизнь и творчество. М., 2018. — 444 с.

### Iа . Книги в соавторстве
- История Болгарии. Т. I—II. М. 1954—1955
- История Югославии. Т. I. М. 1963
- История Второго интернационала. Т. I—II. М. 1965—1966 То же в переводах на немецком и польском языках.
- «Дранг нах Остен» и народы центральной, восточной и юго-восточной Европы. 1871—1918. М. 1977
- Краткая история Болгарии. М. 1987
- За балканскими фронтами Первой мировой войны. М. 2002
- П. М. Бицилли (1879—1953). Штрихи к портрету ученого // *П. М. Бицилли. Избр. труды по средневековой истории: Россия и Запад. М. 2006. С. 633—718 [монография в составе многопрофильного тома]

### II. Избранные статьи
- Западная Фракия: историко-географический очерк — «Мировое хозяйство и мировая политика», М. 1946, № 10 — 11, с. 91-95
- Нарастание революционной ситуации в Болгарии в 1917—1918 г. и Владайское восстание — «Уче-ные зап. ин-та славяноведения», М. 1952, № 5, с.5 — 77
- К 75-летию освобождения Болгарии от турецкого ига — «Вопросы ист.», 1953, № 3, с.60 — 72 (соав-тор И. В. Козьменко)
- Болгарский революционер — демократ Бенковский — «Кр. сообщения института славяноведения», вып. 12, 1954, с.23 — 32
- Журнал болгарских историков в 1954 (Обзор) — «Вопросы истории», 1955, № 4, с.99 — 105 (соавтор Л. Б. Валев)
  - Статья переведена в Болгарии: «Исторически преглед», 1955, № 3, с. 99 — 105
- Ной Буачидзе в Болгарии (страницы истории рев. связей России и Болгарии) — «Новая и новейшая история» — 1960, № 2, с.127 — 132
- Сербия в период Балканских войн 1912—1913 гг. — «Кр. сообщения института славяноведения», вып. 32, 1961, с.27 — 45.

#### <Статья переведена и опубликована в журнале румынских историков>
Из истории славяно-германских прогрессивных и революционных связей: к вопросу о связях гер-манских социал-демократов со славянской эмиграцией в Цюрихе в 80х годах XIX в. — Славяно — гер- манские отношения. М. 1964, с. 197—200
Тесняки и руководство II Интернационала. Раскол в болгарской социал — демократии в 1903 г., об-разование Б. Р.С-Д.п. (тесных социалистов) и международное социалистическое бюро — «Ученые за-писки института славяноведения», т. 30, М. 1966 — с.171 — 188
Основные направления в исследовании новой и новейшей истории Болгарии в болгарской исто-риографии (1918—1944) — «Советское славяноведение» — 1967, № 2, с. 69 — 75
Румынские интернационалисты — Интернационалисты: трудящиеся зарубежных стран — участники борьбы за власть Советов.
М. 1963 — С. 407—437 (соавтор В. М. Рожко).
Болгарская историография — Историография новой и новейшей истории стран Европы и Америки. Под ред. И. С. Галкина. М. 1968 — с. 203—209
Переиздано в Болгарии в: Материалы по болгарской историографии. Велико — Търново, 1979 (сос-тавитель сб-ка П. Тодоров).
Дипломатия Германии и Балканский союз в 1912 г. — Исследования по славяно-германским отношениям. М. 1971, с.101 — 133
Борьба левых социал-демократов Германии против империалистической войны и болгарские тесняки в 1914—1915 г.г. — Германская Восточная политика в новое и новейшее время. М. 1974. С.108 — 130
Богдан Баров — автор первого романа о болгарских рабочих — «Советское славяноведение», 1976, № 5, с.96 — 99
Численост и структура на българската работническа класа в началото на ХХв. — «Известия на ин-ститута по история на БКП»., т.37, С. 1977, с.155 — 195
Промышленный пролетариат Болгарии начала ХХв. (численность, структура) — «Советское славя-новедение». 1978, № 3, с.29 — 45
Предпролетариат в болгарских землях в XIX в. (до освобождения от османского ига) — Славяне в эпоху феодализма. М. 1978 — с.257 — 267
Численост и структура на болгарският пролетариат след първата светова война — «Исторически преглед», София, 1979, № 2, с.82 — 93
Материалы переписи населения Болгарии как источник для изучения численности и структуры пролетариата в начале ХХв. — Формирование пролетариата: проблемы историографии и источнико-ведения. М. 1980, с. 185—201
Антифашистское восстание 1923 г. в Болгарии — Международное рабочее движение. Вопросы истории и теории. Т 4. Москва, 1980, с. 626—631
Памяти Любомира Борисовича Валева — «Советское славяноведение», 1982, № 2, с. 94 — 95 (соав-тор В. И. Злыднев)
Буржуазия и «рабочий вопрос» в Болгарии (1878—1923) — България 1300: институции и държа-вни традиции. Т. 3. София, 1983, с. 113—124
Связи революционных социал-демократов России и Болгарии в начале XX века — «Советское славяноведение». 1984, № 2, с. 26 — 36
Георгий Кирков (1867—1919): страницы жизни и деятельности болгарского революционера — «Но-вая и новейшая история». 1987, № 3, с. 106—129
Кирил Г. Попов. Вехи жизни и творчества ученого — Сборник в чест на академик Христо Христов. София, 1988 — с.278 — 294
Болгарское государство накануне и в годы Первой мировой войны — Балканы в конце XIX — нача-ле XX века. М. 1991 — с. 288—330 (соавтор Т. Ф. Маковецкая)
Звездный час Милюкова — балканиста // Балканские исследования. Вып. 15 (Россия и славяне: по-литика и дипломатия). М. 1992 — С. 181—187
В одной редакции (о тех, кто создавал газету «Последние новости») — Евреи в культуре русского зарубежья (далее «ЕВКРЗ»), т.3, Иерусалим, 1994 — С.147 — 169
Pavel Miliukov and His Fight for equal Right for the Jews in tzarist Russia — «Shvut» (Studies in Russian and East European Jewish History and Culture. Tel Aviv University). Tel Aviv, vol.1 — 2 (17 — 18), 1995, p.p. 30 — 48
Создатели «Нового журнала» — ЕВКРЗ. Т.5, Иерусалим, 1996, с.153 — 161
К истории изучения жизненного и творческого пути П. Н. Милюкова — «Отечественная история», М., 1997. № 1, с.93 — 98
П. М. Бицилли (1879—1953) — «Славяноведение» М. 1997. № 4, — с.49 — 63
К 70летию В. Н. Топорова — «Иерусалимский русско-еврейский вестник», Иерусалим, 1998, № 3
А. П. Мещерский (1915—1992) Несколько страниц к биографии первого «бициллиеведа» // «ΠΟ-ΛΥΤΡΟΠΟΝ». К 70-летию Владимира Николаевича Топорова. М. 1998 — С.800 — 805
М. М. Карпович и «Новый журнал» — «Отечественная история». М. 1999, № 5. С.124 — 134; № 6. С. 112—116
Русская эмиграция в Болгарии (в науке, культуре и просвещении) — «Новый журнал». Т.218, Н. — И., 2000, с.167 — 179
П. М. Бицилли — пушкинист — «После юбилея», Иерусалим, 2000, с.227 — 234
Нина Гурфинкель — театровед (1898—1984) — «Русское еврейство в зарубежье» (далее — РЕВЗ), т.3 (8). Иерусалим, 2000, — С.388 — 396
Российские интеллектуалы — эмигранты в Болгарии 1920 — 1930х годов — «Новая и новейшая исто-рия», М., 2002, № 1, с.173 — 193 (соавтор А. Н. Горяинов)
Н. Л. Гурфинкель — переводчик и издатель трудов П. М. Бицилли — РЕВЗ, т.5 (10). 2003, с.33 — 40
П. М. Бицилли в югославский период эмиграции (1920—1923) — «Славяноведение», 2005, № 4, с.84 — 95
Непризнанный ученый — историк С. И. Штейн (доцент, который не стал профессором) — РЕВЗ, т. 16, Иерусалим, 2008, с.88 — 115
Этапы, вехи и парадоксы бициллиеведения (К постановке вопроса) — България и северното при-черноморие. Изследвания и материали; том десети. Одесса — Велико Търново, 2009, с.279 — 290. П. М. Бицилли и евразийцы в 1922—1927 г.г. (Очерки и фрагменты) — Вокруг редакционного архива «Современных записок» (Сб-к статей и мат-лов). Под ред. Олега Коростелева и Манфреда Шрубы — М., 2010, С.241 — 253
Две статьи П. М. Бицилли о евразийстве (фрагменты из исследования) — Curriculum vitae. Сборник научных трудов. Вып. 2. Творчество П. М. Бицилли и феномен гуманитарной традиции Одесского университета. Одесса, 2010 — С.27 — 33
[П. М. Бицилли и «Современные записки». Вступ. ст. М. А. Бирмана к публикации 102х писем ПМБ редакторам «Совр. зап.»] «„Современные записки“ все ближе и ближе подходят к тому, что я лично хотел от них»: П. М. Бицилли. Публикация и примечания М. А. Бирмана и М. Шрубы. «Современные записки» (Париж, 1920—1940). Из архива редакции / Под ред. О. Коростелева и М. Шрубы. М. 2012, т. 2, с. 481—500
Псевдоним и криптонимы проф. П. М. Бицилли (К поиску невыявленных публикаций ученого) — Псевдонимы русского зарубежья. Материалы и исследования. М. 2016 — С.126 — 136

### Воспоминания
О В. И. Пичете и «пичетнике» (К истории создания Института Славяноведения) // Как это было… Воспоминания сотрудников Института Славяноведения. Составитель и отв. ред. Е. П. Аксенова. М. 2007 г. — С.7 — 26
В. Д. Королюк. Эскиз к портрету — Там же, С.141 — 143

### Публикации документов [Составительство. Редакция. Комментарии]
Советско — болгарские отношения и связи. 1917—1944. Том I. М. 1976 (ред., один из составителей; есть перевод на болгарский в Софии).
Россия и болгарское национально — освободительное движение. 1856—1876 г.г. (зам. главн. ред., один из составителей, автор предисловия). Т.1, ч.1; София, 1987; Т.1, ч.2, С. 1987; Т. II, С. 1990; Т. III, С. 2002